# A Day in the Life of a Tree
„A Day in the Life of a Tree” (nl: een dag in het leven van een boom) is een nummer gemaakt door de Amerikaanse rockband The Beach Boys vindbaar op hun album Surf's Up uit 1971. Het is geschreven door Brian Wilson en de manager van de groep, Jack Rieley, die ook lead is in dit nummer. De teksten werden geïnspireerd door Wilsons gevoelens ten opzichte van milieuvervuiling.

## Achtergrond en inspiratie

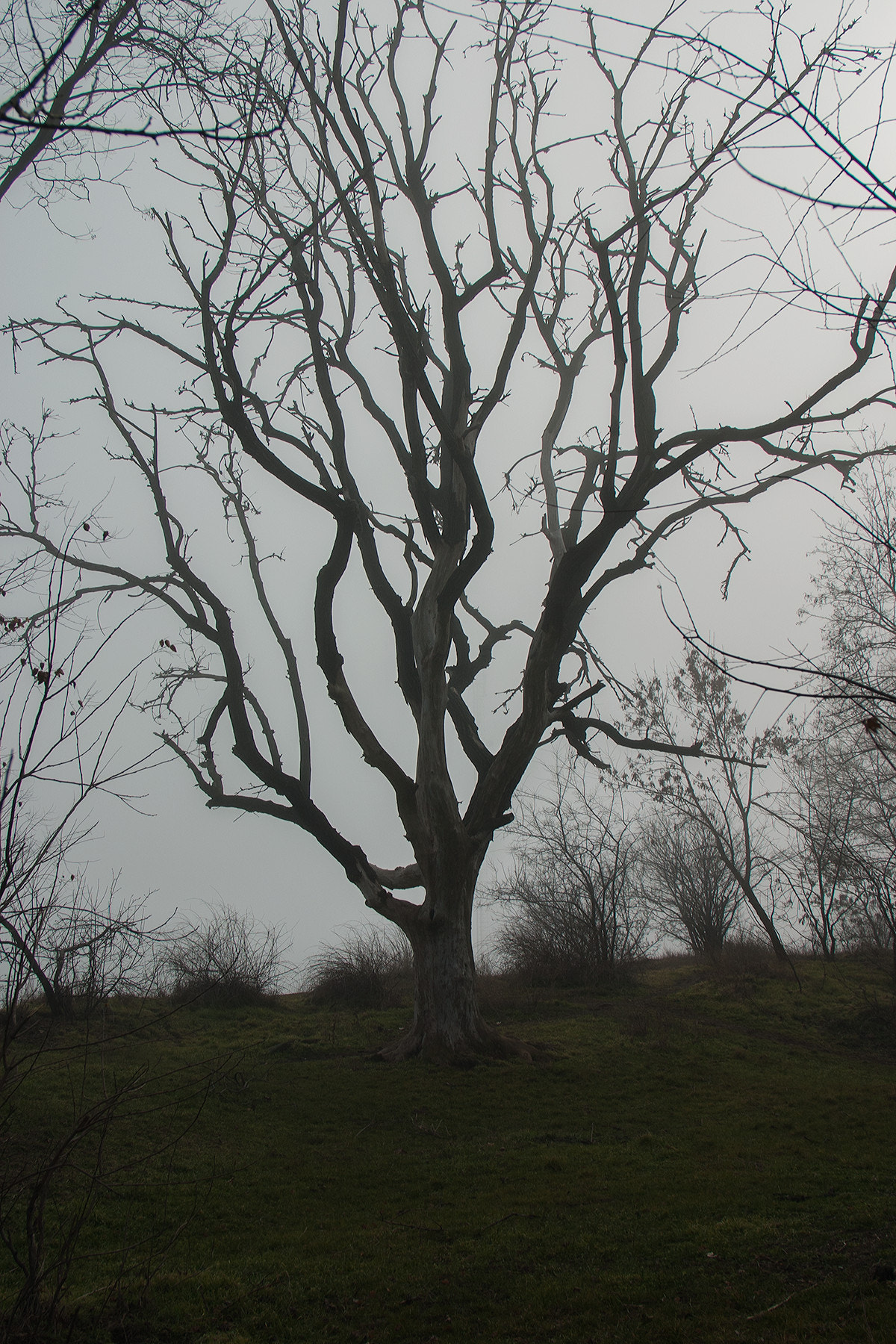
,,A Day in the Life of a Tree" is geschreven vanuit het perspectief van een stervende boom.

Wilson's 2016 memoires, I Am Brian Wilson, zegt het volgende over ,,A Day in the Life of a Tree"
[Het ging] over het milieu... een boom die hardop dacht (of in stilte dacht maar hardop zong) over alle slechte dingen die ermee aan het gebeuren waren. In mijn achterhoofd dacht ik misschien aan de boom in Rosemary Clooneys ,,Tenderly." Jack Rieley en ik spraken over het idee van het nummer en daarna schreef hij de tekst. ... [Het is] een groot lied omdat het gaat over hoe mensen de aarde behandelen, maar het is ook een klein lied omdat het gaat over hoe een levend wezen zich uitgekleed en verkeerd voor de wereld kan voelen. In een zekere zin is het niet zo anders dan "I Just Wasn't Made for These Times."— 
Volgens Rieley,
Brian Wilson en ik hadden het toen veel over de erbarmelijke staat van de planeet. Hij zat vol met vragen en we gingen er uren over door. Bossen stierven, de lucht was bruin geworden, de toekomst van de aarde begon gevaarlijk te lijken voor de gezondheid. Toen Brian voor het eerst de akkoorden speelde en de voorlopige melodie voor mij zong, vroeg hij waar het lied over moest gaan en ik stelde één enkele boom voor als metafoor voor de aarde; die ene boom als metafoor voor meer dan alleen ecologie. Ik werd meteen verliefd op de akkoorden en hield van de aanzwellende spanning van de dreunende baslijn; het nummer leek zich te lenen voor een lyrisch concept. Hij werd gek van mijn geschreven teksten toen ik ze aan hem liet zien. Hij hield van ze, leerde het eerste couplet uit het hoofd en zong het lied doorheen het huis. Carl en ik waren er zeker van dat Brian A Day in the Life of a Tree moest zingen.
AllMusic interpreteerde het onderwerp van het nummer als autobiografisch en noemde het ,,een van Brian's meest ontroerende en bizarre composities... hij klaagde over zijn lang leven te midden van de vervuiling en het vuil in een stadspark, terwijl de sombere tonen van een pijporgel een atmosfeer creëren." In zijn boek The Beach Boys and the California Myth citeerde David Leaf een anonieme vriend van Brian die zei dat Brian "verstikt" was na het horen van Rieley's vocale uitvoering van het nummer, omdat ,,hij [Brian] echt iets met het nummer te maken had. Het ging over hem."

## Opname
Het instrumentale nummer werd in enkele dagen gemaakt. Volgens ingenieur Stephen Desper werden de vogelgeluiden bij zonsopgang vastgelegd vanuit de achtertuin van Wilson. In 2015, schreef Desper het volgende over het nummer,
Ik herinner me de dag dat Brian naar me toe kwam om een lied te bespreken waar hij aan werkte (met Jack) over de gezondheid en het welzijn van bomen. We gingen wandelen in de achtertuin van Brian, hij dacht aan enkele van de bomen die daar groeiden... sommige jong, sommige oud... sterke eiken en een die dood was door een blikseminslag. We bespraken hoe we de boodschap van het lied konden overbrengen in een geluidsbeeld (of symfonisch gedicht) en niet alleen in een melodie met een verhaal eraan vast. Brian vertelde me over sonische concepten en ik wierp hem ideeën terug over hoe het beeld gerealiseerd kon worden vanuit een geluidstechnisch oogpunt. Wat is het geluid dat een gezonde boom maakt? Of een zieke en stervende boom. Hoe vertel je het verhaal in een sonisch concept? Het was pas toen ik voorstelde om een pijporgel te gebruiken om de majesteit van een boom (houten pijpen) en een rietorgel van eikenhout te gebruiken, voor andere klanken, dat het van de grond kwam.
Desper herinnerde zich dat Dennis Wilson de eerste was die de leadzang uitprobeerde. Rieley zei dat Brian eerst had geprobeerd de leadzang te zingen, maar niet tevreden leek met zijn optreden, en dus schakelde hij Rieley in om te "helpen" door een ogenschijnlijke gidsstem te zingen. Rieley voerde ongeveer 5 takes uit, waarna Wilson verklaarde dat Rieley net de laatste lead vocal had gedaan. Carl zei dat alle betrokkenen het erover eens waren dat Rieley geschikt was om de leadzang te zingen, en dat hij een plan had bedacht om hem te misleiden om het te zingen. In een interview in 2010 verklaarde Andrew VanWyngarden dat Al Jardine hem had verteld dat "niemand [het nummer] zou zingen omdat het te deprimerend was, dus zong de manager, Jack Rieley, het."
Warner Bros Records -arrangeur Van Dyke Parks zong achtergrondzang op de baan. Hij werkte in 1971 uit tot Rolling Stone :
Ik ging daarheen om ze te feliciteren met hun optreden als volwassenen. Door te blijven duwen, lieten ze me de zang doen. Ik vond dat liedje over de boom prima. Ik werd net binnengeroepen om wat te zingen op één lijn. Het is goed gelukt. Natuurlijk moest ik in het pikkedonker de studio uit strompelen. Brian deed alle lichten uit. Ik moest op de grond wegkruipen, mijn vrouw geklemd. Het meest vernederende wat ik ooit heb... O, het is een powertrip, oké. Maar daar kan ik achter staan. Ik kan achter de manier staan waarop Brian het doet. Het is grappig om naar hem te kijken als hij iets niet kan vinden dat hij bezit. Het is schattig als hij de behoeften van iemand anders negeert, want hij kan altijd krankzinnigheid bepleiten.

## Live optreden
Het werd slechts eenmaal live uitgevoerd door de Beach Boys, in de Long Beach Arena in Long Beach, Californië op 3 december 1971. Naar verluidt hebben de bandleden Brian vanaf de zijkant van het podium overgehaald om orgel te spelen terwijl Rieley zong. Rieley merkte in een interview in 2013 op:
De Beach Boys speelden in een grote zaal in Long Beach en ik wilde dat Brian daar zou zijn. Ik ging naar zijn huis op Bellagio Drive en zei tegen Brian: "Er valt niet over te praten, je gaat met mij mee!" En hij maakte er iets leuks van. We reden naar Long Beach en kwamen bij het auditorium. Brian stond klaar om de trap naar het podium op te gaan. Carl zei tegen het publiek: ,,Mijn broer Brian is hier", en het ging helemaal mis; het was zo gaaf! Toen zei Carl: ,,Kom op Brian, kom het podium op en zing een paar liedjes. ,,Brian stapte het podium op en – hij is zo’n bedrieger – zei: “Heel erg bedankt. Nu wil ik mijn goede vriend Jack Rieley voorstellen om A Day In The Life Of A Tree te zingen.” Ik wist niet dat hij dit van plan was en kende niet veel van de teksten! Er is mij verteld dat er een opname op YouTube is en je kunt zien dat ik na een tijdje niet zeker wist wat ik moest zingen!

## Herkenning
Neil Young heeft kort verwezen naar "A Day in the Life of a Tree", zeggende: ,,Brian is een genie... [Het is een] geweldig nummer, man." Muziekjournalist Ian MacDonald noemde het nummer "zo radicaal in strijd met de nu alomtegenwoordige ironie van pop dat je ofwel moet lachen of vernederd wordt door de pijnlijke openhartigheid ervan."

## Covers
- 1996 - Matthew Sweet, Eer: een benefiet voor de eer van de aarde-campagne[16]
- Yo La Tengo[17]